# John Burt
John Burt (15. april 1877 i Glasgow – 29. april 1935) var en skotsk hockeyspiller som deltog i OL 1908 i London.
Burt vandt en bronzemedalje i hockey under OL 1908 i London. Han var med på det skotsk hold som kom på en delt tredjeplads i hockeyturneringen.
Hans bror Alexander Burt var målmand på holdet.